# Jørgen Sømod
Jørgen Sømod, född 24 maj 1944 i Frederiksberg, död där 26 oktober 2012, var en dansk numismatiker, författare, mynthandlare samt grundare av Tannhäuser bar i Köpenhamn.
Som enda barn till föräldrar inom silverbranschen kom han att bli en excentrisk och framträdande gestalt inom dansk numismatik. Hans tidiga fascination för mynt utvecklades till en livslång passion. Som 18-åring utbildade sig Sømod till bankman, men han gick aldrig in i finansvärlden. Hans intresse var mynt, vilket blev avgörande för hans livsinriktning. Han fokuserade särskilt på danska, norska och schleswig-holsteinska mynt från slutet av 1000-talet till nutid samt på polletter från hela världen.
Sømod avled 2012 av dubbelsidig lungcancer, 68 år gammal.

## Tannhäuser bar
År 1982 valde Jørgen Sømod att sälja sin myntsamling för att öppna cocktailbaren Tannhäuser bar på Holbergsgade 17 i Köpenhamn, i en gammal nedlagd mattbutik. Tannhäuser bar inreddes med plyschmöbler och mörkgröna väggar.  Musiken i baren bestod mestadels av klassisk musik. Baren var känd för sitt stora utbud av spritdrycker, bland annat egentillverkad absint och cocktailen Ugly Bugly som bestod av röd Aalborg, ägglikör, bananlikör, blå bols och tabasco, salt samt var garnerad med pärllök och cocktailbär. Det fanns en ritual som alla som beställde en Ugly Bugly måste följa. När drinken var urdrucken spelades tonerna av ”Gladiatorernas intåg” i högtalarna och in kom servitören med vita handskar och ett silverfat med ett romerskt ljus. Man fick sedan lägga händerna på bardisken, byxorna drogs ner till hälarna, och det romerska ljuset placerades mellan skinkorna och antändes. Fyrverkeriet släcktes med en sifon innan det togs bort med en tång och lades tillbaka på silverfatet, varefter man fick tre rapp i baken med en ridpiska. Man hade nu klarat provet och kunde få sitt certifikat. Det blev snabbt populärt att ge ett presentkort till denna ritual vid fester där mottagaren inte kände till ritualen. Vid ett tillfälle förbjöds ritualen efter en polisanmälan för att vara stötande mot allmän ordning och sedlighet. Tannhäuser hann servera 620 Ugly Bugly innan ritualen förbjöds.
Stället blev kultförklarat, inte minst tack vare ägarens excentriska personlighet. Tannhäuser existerade fram till slutet av 1980-talet, då Sømod sålde baren. Den hade blivit för populär och grannarna klagade över oväsen. Baren blev därefter ett café som bara hade öppet dagtid.

## Djävulsmynt
Sømod tros också ha spridit flera av Knud Langkows djävulsmynt. Sømod upptäckte att mynten tillverkats på fabriken Meca och att stansarna till mynten skurits av Bent Jensen. Genom Jensen fick han tillverkat djävulsmynt till sig själv, som han oberoende spred på samma sätt som Langkow, genom att lämna dem på platser där de senare skulle hittas.

### Sømods viktigaste verk
- Danmarks og Norges Mønter 1448-1540 (1967)
- Danmarks mønter (1971, 1973, 1975, 1977)
- Mønterne fortæller (1977)
- Mønter fra Dansk Vestindien (1980, 1999)
- Afbildninger af samtlige hidtil kendte danske mønter i tidsrummet 1241-1377 (2000)
- Poletter & Pengetegn i Danmark siden stenalderen og indtil omkring 1960, 1. og 2. del. (1994)

### Det Store Projekt
- Poletter og Pengetegn i Danmark siden stenalderen og indtil omkring 1960. 1. del. Tiden indtil 1900 (2003)
- Poletter og Pengetegn i Danmark siden stenalderen og indtil omkring 1960. 2. del. 1900-1924 (2004)
- Frimærkepenge i Danmark, anvendelse, beskrivelse og udbredelse anskuet ud fra historiske, topografiske, filatelistiske og numismatiske synsvinkler. 1. del. Ældre emissioner og københavnske serieudgaver (2005)
- Danske & norske medailler & jetoner siden jernalderen og indtil 1788 (2006)
- Poletter og Pengetegn i Danmark siden stenalderen og indtil omkring 1960. 3. del. 1924-1960 (2007)
- Frimærkepenge i Danmark, anvendelse, beskrivelse og udbredelse anskuet ud fra historiske, topografiske, filatelistiske og numismatiske synsvinkler. 2. del. Enkeltudgaver, geografisk ordnet (2008)
- Danske mønter og mønter fra lande samt områder i union med Danmark eller under dansk overhøjhed fra de ældste tider og indtil 1448 (Två band, 2009)
- Poletter & Pengetegn i Danmark 1960-1989 (2010)
- Hvid - Skilling - Øre. Bidrag til den nyere tids mønthistorie. Tillæg hertil: Forordninger & Rescripter med videre angående det danske og norske møntvæsen 1483-1813 (2011)
- Mønter fra Slesvig & Holsten 1460-1923 (2012)